# Alfa Romeo 90
Alfa Romeo 90 – samochód osobowy klasy wyższej produkowany przez włoską markę Alfa Romeo w latach 1984−1987.

## Historia i opis modelu

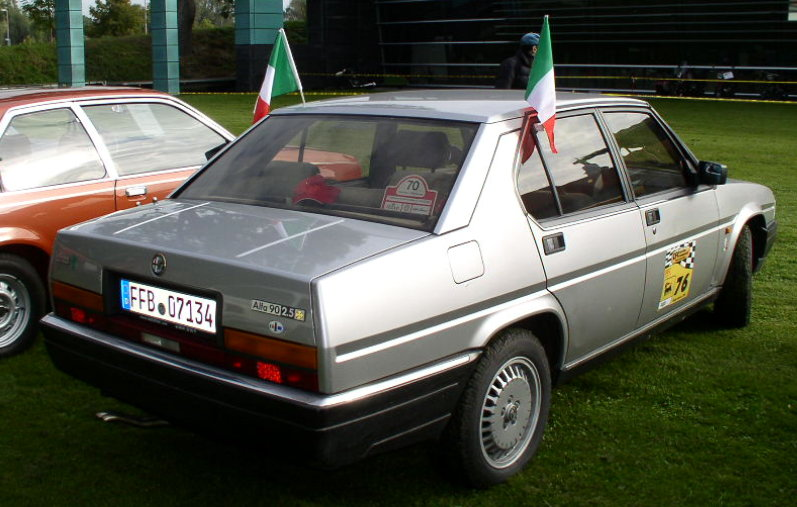
Alfa Romeo 90 - tył

Samochód zadebiutował podczas wiosennych targów motoryzacyjnych w Turynie. Powstał na podwoziu (płyta podłogowa i układ przeniesienia napędu) modelu Alfa Romeo Alfetta. Większość silników również wykorzystano z tego modelu, dodając największe z modelu Alfa Romeo Alfa 6. 
Silnik typu turbodiesel produkowała włoska firma VM Motori. Auto zostało zaprojektowane przez włoską firmę projektową Bertone.

### Silniki
| Model   | Silnik | Zasilanie    | Pojemność | Moc maks.           | Prędkość maks. |
| ------- | ------ | ------------ | --------- | ------------------- | -------------- |
| 1.8 L   | R4     | gaźnik       | 1779 cm³  | 88,3 kW (118,4 KM)  | 186 km/h       |
| 2.0 L   | R4     | gaźnik       | 1962 cm³  | 94,1 kW (126,2 KM)  | 191 km/h       |
| 2,0i    | R4     | wtryskiwacze | 1962 cm³  | 94,1 kW (126,2 KM)  | 190 km/h       |
| 2,0i V6 | V6     | wtryskiwacze | 1996 cm³  | 97,1 kW (130,2 KM)  | 195 km/h       |
| 2,5i V6 | V6     | wtryskiwacze | 2492 cm³  | 114,7 kW (153,9 KM) | 203 km/h       |
| 2.4 TD  | R4     | turbodiesel  | 2393 cm³  | 80,9 kW (108,5 KM)  | 178 km/h       |